# Bettina Vollath
Bettina Vollath, née le 29 octobre 1962 à Graz, est une femme politique autrichienne, membre du Parti social-démocrate d'Autriche (SPÖ).

## Biographie
Membre du Parti social-démocrate d'Autriche, elle est membre du gouvernement provincial de Styrie de 2005 à 2005 et présidente du parlement de Styrie de 2015 à 2019. Elle est élue députée européenne en mai 2019 et siège du 2 juillet 2019 au 9 octobre 2022 et est remplacée par Theresa Bielowski. Elle démissionne de son mandat pour des raisons personnelles et quitte la vie politique.